# میانکوشک
میانکوشک روستایی از توابع بخش عمارلو شهرستان رودبار در استان گیلان ایران است. این روستا در دهستان جیرنده قرار دارد و امروزه در کنار شهر جیرنده واقع شده است.
مردم میانکوشک همچون مردم جیرنده به زبان تاتی تکلم می‌کنند.